# Surques
Surques (flämisch: Zurke) ist eine französische Gemeinde mit 631 Einwohnern (Stand: 1. Januar 2022) im Département Pas-de-Calais in der Region Hauts-de-France (vor 2016: Nord-Pas-de-Calais). Sie gehört zum Arrondissement Saint-Omer und zum Kanton Lumbres. Die Einwohner werden Pihémois genannt.

## Geographie
Surques liegt etwa 23 Kilometer westlich von Saint-Omer. Die Gemeinde gehört zum Regionalen Naturpark Caps et Marais d’Opale.
Nachbargemeinden von Surques sind Bainghen im Westen und Norden, Hocquinghen im Norden und Nordosten, Rebergues im Nordosten und Osten, Escœuilles im Südosten und Süden, Brunembert im Süden und Südwesten sowie Longueville im Südwesten.

## Bevölkerungsentwicklung
| Jahr                       | 1962 | 1968 | 1975 | 1982 | 1990 | 1999 | 2006 | 2013 | 2020 |
| Einwohner                  | 348  | 327  | 357  | 345  | 364  | 365  | 451  | 615  | 640  |
| Quellen: Cassini und INSEE |      |      |      |      |      |      |      |      |      |

## Sehenswürdigkeiten
- Kirche Saint-Crépin-et-Saint-Crépinien aus dem 16. Jahrhundert
- Reste des Herrenhauses von  Brugnobois

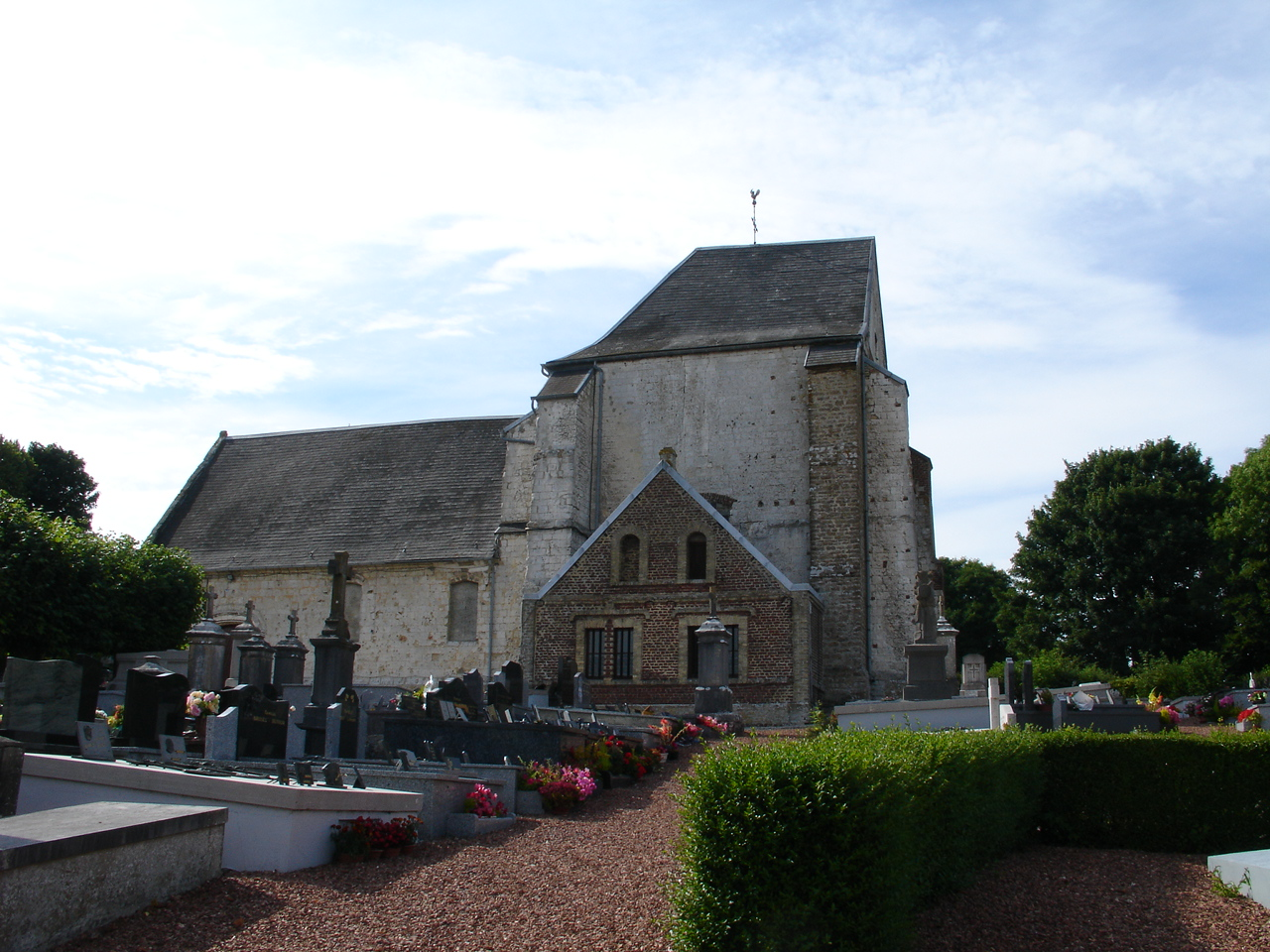
Kirche Saint-Crépin-et-Saint-Crépinien

## Persönlichkeiten
- Guy Leleu (* 1950), Radrennfahrer